# Paul von Lilienfeld

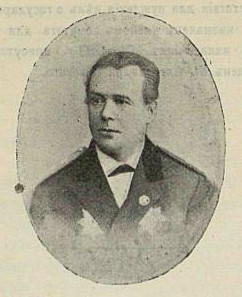
Paul Frommhold Ignatius von Lilienfeld-Toal

Paul Frommhold Ignatius von Lilienfeld, ab 1883 Lilienfeld-Toal (russisch Павел Фёдорович Лилиенфельд-Тоаль/Pawel Fjodorowitsch Lilijenfeld-Toal; französisch: Paul de Lilienfeld; * 1829 in Belostok; † 11. Januar 1903 in Sankt Petersburg), war ein russischer Soziologe und Staatsmann deutschbaltischer Herkunft.

## Leben
Er war 17 Jahre lang, von 1868 bis 1885, Gouverneur von Kurland und anschließend Senator des russischen Reiches.
Nebenher beschäftigte er sich mit Grundfragen der Sozialwissenschaft. 1897/1898 war er Präsident des Institut International de Sociologie in Paris. Lilienfeld gilt als der „typischste und extreme Vertreter der biologischen Schule der Soziologie“, zu der auch Herbert Spencer und René Worms gehörten. Lilienfeld übertrug Virchows Zelltheorie unmittelbar auf die Bildung und das Wachstum menschlicher Vereinigung. In seinem sozialwissenschaftlichen Hauptwerk entwarf er eine Pathologie der Gesellschaft, der er eine soziale Theraphie im medizinischen Sinne entgegensetzte.

## Auszeichnungen
Für seine Verdienste wurde er mit mehreren russischen Orden dekoriert: mit dem Sankt-Stanislaus-Orden, mit dem Orden des Heiligen Wladimir und mit dem Orden der Heiligen Anna.

## Herkunft und Familie

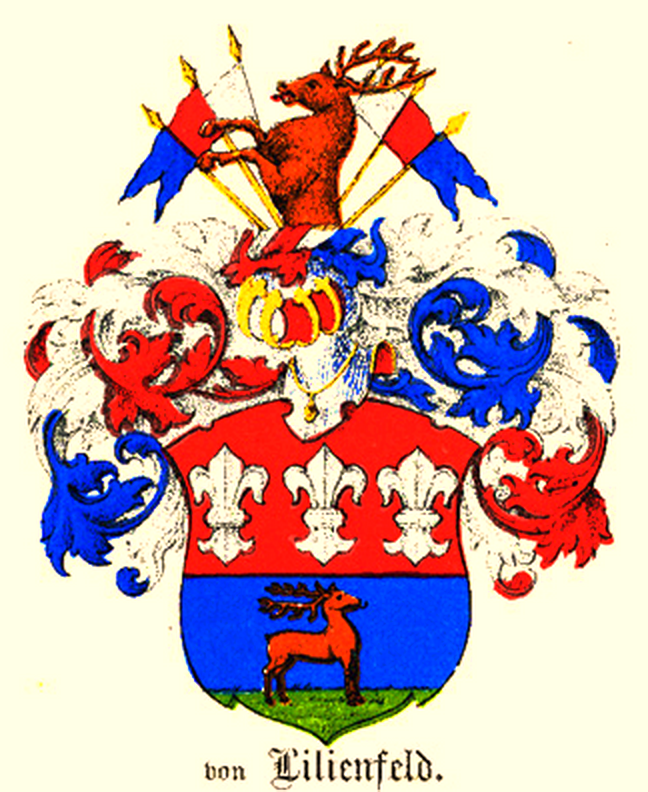
Wappen des Adelsgeschlechts Lilienfeld

Paul Frommhold stammte aus der baltischen Adelsfamilie von Lilienfeld. Durch russischen Ukas wurde er ab 1883 mit dem Namen „Lilienfeld-Toal“ ausgeschrieben. Sein Vater war der russische Oberst und Wirkliche Staatsrat Otto Friedrich von Lilienfeld (1796–1870), der mit Constance d’Auvray verheiratet war. Paul Frommhold heiratete 1858 die Gräfin Carolina Charlotte Mellin (1833–1904), ihre Nachkommen waren:
- Anna Carolina von Lilienfeld-Toal (* 1859)⚭ Georg Alexander Behr (* 1857), Kreisadelsmarschall in Kurland
- Otto Ferdinand Charles von Lilienfeld-Toal (1860–1902), Erbherr von Toal
- Paula Natalie (* 1863)
- Paul Alexander von Lilienfeld-Toal (1864–1915), Gutsverwalter in Russland
- Anatole Charles Maurice von Lilienfeld-Toal (* 1865; † 1931 in Kiel), Kammerherr, Gouverneur des Bezirks Pensa, Wirklicher Staatsrat in Russland, Lektor der russischen Sprache an der Universität zu Kiel ⚭ Reichsgräfin Constance Kunigunde Rantzau (* 1876)
- Karl Konstantin von Lilienfeld-Toal (* 1868; † 1930 in Belgrad), Wirklicher Staatsrat in Russland
- Georg August von Lilienfeld-Toal (1870–1929), Landeshauptmann im Kreis Petersburg, Wirklicher Staatsrat in Russland ⚭ Gräfin Marie Urussow (* 1889)